# Mike Jetten

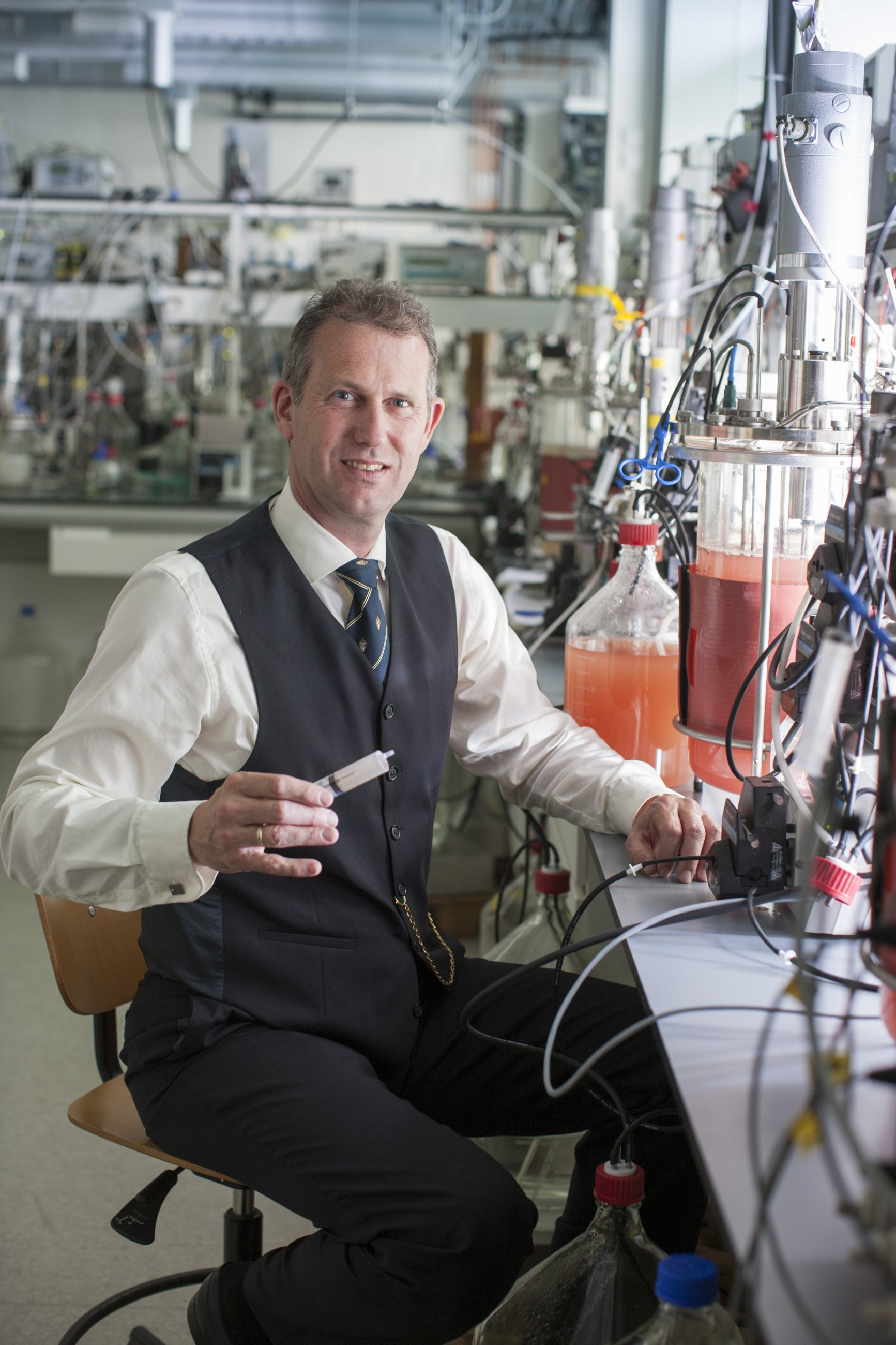
Mike Jetten (2012)

Mike Jetten (* 1962) ist ein niederländischer Mikrobiologe. Er ist Professor an der Radboud-Universität Nijmegen.
Jetten studierte an der Universität Wageningen und wurde dort 1991 cum laude über anaerobe Bakterien promoviert. Als Post-Doktorand war er am Massachusetts Institute of Technology. 1994 bis 2000 war er Assistenzprofessor in der Abteilung Biotechnologie der TU Delft. Seit 2000 ist er Professor für ökologische Mikrobiologie in Nijmegen. Außerdem ist er seit 2002 außerordentlicher Professor für Umwelt-Mikrobiologie an der TU Delft. 2004 bis 2010 war er Gründungsdirektor des Instituts für Wasser und Feuchtgebiete-Forschung (Institute for Water and Wetland Research, IWWR). 
Jetten gelang der Nachweis, dass einige vorher als unmöglich eingestufte Reaktionen von Bakterien benutzt werden und im globalen Stickstoff-, Methan- und Schwefelkreislauf eine Rolle spielen. Er fand, dass Anammox-Bakterien (anaerobe Ammonium oxidierende Bakterien) unter anaeroben Bedingungen Ammonium und Nitrite in Stickstoffgas und Wasser verwandeln. Die Reaktion spielt eine bedeutende Rolle im globalen Stickstoff-Kreislauf (die Hälfte des atmosphärischen Stickstoffs wird so erzeugt). Als Anwendung werden heute Anammox-Bakterien in der Abwässeraufbereitung verwendet. Seine Entdeckungen hatten auch Auswirkung auf Klimamodelle.
2012 erhielt er den Spinoza-Preis. 2008 erhielt er einen ERC Advanced Grant. Seit 2010 ist er Mitglied der Königlich Niederländischen Akademie der Wissenschaften und seit 2013 der Academia Europaea.